# Cerimônia de Abertura da Universíada de Verão de 2025
A cerimônia de abertura da Universíada de Verão de 2025 será realizada em 16 de julho de 2025, na MSV-Arena, em Duisburgo, na Alemanha.

## Sobre a cerimônia
A cerimônia de abertura iniciará às 20 horas, pelo horário de Verão da Europa Central (CEST), com o início da entrada das delegações previsto para as 20 horas e 30 minutos — com aproximadamente 8 500 estudantes-atletas e mais de 150 nações — e o término previsto para 23 horas (CEST).
As atrações principais serão:
- Ayliva – sensação da música alemã, nascida em Recklinghausen, no norte do Ruhr, a apenas 50 quilômetros de Duisburgo
- Querbeat – banda de música pop alemã formada em Bonn
- Montez – rapper alemão
- WDR Funkhaus – orquestra alemã

| “                                                   | Estou realmente ansiosa para desempenhar um papel musical na cerimônia de abertura na minha região natal e reunir pessoas de todo o mundo. | ” |
| — Ayliva sobre participar da cerimônia de abertura, | |   |